# Црква Рођења Светог Јована Крститеља у Становима
Црква Рођења Светог Јована Крститеља у Становима, насељеном месту на територији општине Добој, припада Епархији зворничко–тузланској Српске православне цркве.

## Историјат
Црква Рођења Светог Јована Крститеља у Становима је димензија 18×9 метара. Градња је започета 1984. године према пројекту архитекте Саве Кривокапића из Добоја. Темеље је освештао епископ зворничко-тузлански Василије Качавенда 1985. године, а новоизграђену цркву 19. јула 1987. уз саслужење епископа будимског Данила Крстића, сремског Василија Вадића, бањалучког Јефрема Милутиновића и хвостанског Никанора. Иконостас је дело непознатог мајстора, а иконе је живописао Никола Риђички из Новог Сада. Храм је живописао ђакон Никола Лубардић из Београда од 1999. до 2001. године.